# Метсю, Габриель
Габриель Метсю (нидерл. Gabriel Metsu; январь 1629, Лейден — 24 октября 1667, Амстердам) — голландский живописец, один из малых голландцев «Золотого века голландской живописи». Мастер небольших картин бытового и портретного жанров на интимные, камерные сюжеты, стиль которых близок произведениям Яна Вермеера Делфтского, Питера де Хоха, Герарда Треборха, Франса ван Мириса Старшего.

## Биография
Габриэль Метсю родился в Лейдене, провинция Южная Голландия, в семье фламандского живописца и рисовальщика картонов для шпалер Жака Метсю (ок. 1588 — март 1629), который большую часть своих дней прожил в Лейдене. Габриель был крещён, скорее всего, в католической скрытой церкви, но записи о крещении не сохранились. Его мать Якомийнтье Гарньерс (ок. 1590 — 8 сентября 1651), акушерка, уже имела троих детей от предыдущего брака. Отец, вероятно, умер ещё до рождения ребёнка. Семья в то время жила на Ланге-Маре и в Баккерстиге в Лейдене.
По сведениям Арнольда Хоубракена, автора жизнеописаний нидерландских художников, молодой Габриель учился у Герарда Доу, самого известного художника лейденской школы. В двадцатилетнем возрасте в 1648 году вместе с Яном Стеном, Йорисом ван Скутеном, Давидом Байи и Питером де Рингом Метсю стал членом недавно основанной лейденской Гильдии Святого Луки, но в 1650 году он исчез из списков гильдии, возможно, несколько месяцев обучался в Утрехте у католических художников Николауса Кнюпфера и Яна Батиста Веникса.
Во время Первой английской войны, когда материальные дела шли плохо, Метсю переехал в Амстердам. Там на его творчество повлияли Герард Терборх и, возможно, Питер Кодде.
До 1657 года с небольшими перерывами Габриель проживал в Лейдене, затем перебрался в Амстердам, жил в переулке на Принсенграхте, рядом с пивоварней и домом его родственника Филипса Метсю. В 1658 году Габриель Метсю женился на Изабелле де Вольф, отец которой был гончаром, а мать — художницей Марией де Греббер. Харлемский художник Питер де Греббер приходился его жене дядей.
Метсю стал знаменитым светским художником, хорошо зарабатывал и переехал на Лейдсестраат, недалеко от своих заказчиков. Одним из его самых важных заказчиков и покровителей был богатый торговец тканями Ян Якобсзон Хинлопен.
Некоторое время у Метсю учились Михил ван Мюсхер и Йост ван Гел. Метсю скончался в возрасте тридцати восьми лет в Амстердаме и был похоронен в Новой церкви (Nieuwe Kerk). Во время похорон по обычаю голландских католиков прозвучали три колокола. Его вдова уехала в Энкхюйзен, чтобы жить с матерью. В 1718 году была похоронена также в Амстердаме в Южной церкви (Zuiderkerk).

## Творчество
Габриэль Метсю был эклектичным художником, в течение длительного времени он не придерживался какого-либо определённого стиля, техники или сюжета. Одна из его самых ранних картин — «Богач и Лазарь» в Страсбургском музее написана под влиянием Яна Стена. Под воздействием мощного искусства Рембрандта он создал большую картину «Женщина, застигнутая в прелюбодеянии» (1653, Лувр). К этому же периоду относятся «Изгнание Агари» в музее Де Лакенхал в Лейдене и «Лепта бедной вдовы» в Художественном музее Шверина.
В его ранних работах на исторические темы отражены в основном мифологические, аллегорические и библейские сюжеты. В начале 1660-х годов Метсю обратился к искусству лейденской школы и характерной для этой школы «манеры тонкой живописи» (Leiden fijnschilder manner). Художники «тонкой манеры», или фейншильдеры, родоначальником которой считают Герарда Доу, возрождали технику старых нидерландских мастеров эпохи братьев ван Эйк: их картины, написанные на деревянных досках или медных пластинах, отличаются исключительной передачей мельчайших деталей, яркими красками и «гладкой, сияющей красочной поверхностью».
Габриель Метсю, возможно, в свою очередь, оказал влияние на Питера де Хоха. В картинах, написанных после 1650 года, Метсю обращался к сценам из повседневной жизни голландских бюргеров. Он заимствовал композиции и манеру рисунка у Яна Стена и Яна Вермеера, но придавал этому выражение глубокой чувственности и спокойного настроения. «В небольших по размеру картинах он изображал характерные для голландского стиля интерьеры и бытовые сцены… Как и другие представители лейденской школы, Терборх, Мирис и Стен, он любил изображать блеск атласных тканей, роскошь восточных ковров и, вероятно, под влиянием Рембрандта, эффекты светотени».
В санкт-петербургском Эрмитаже имеется четыре картины Габриеля Метсю.

## Галерея

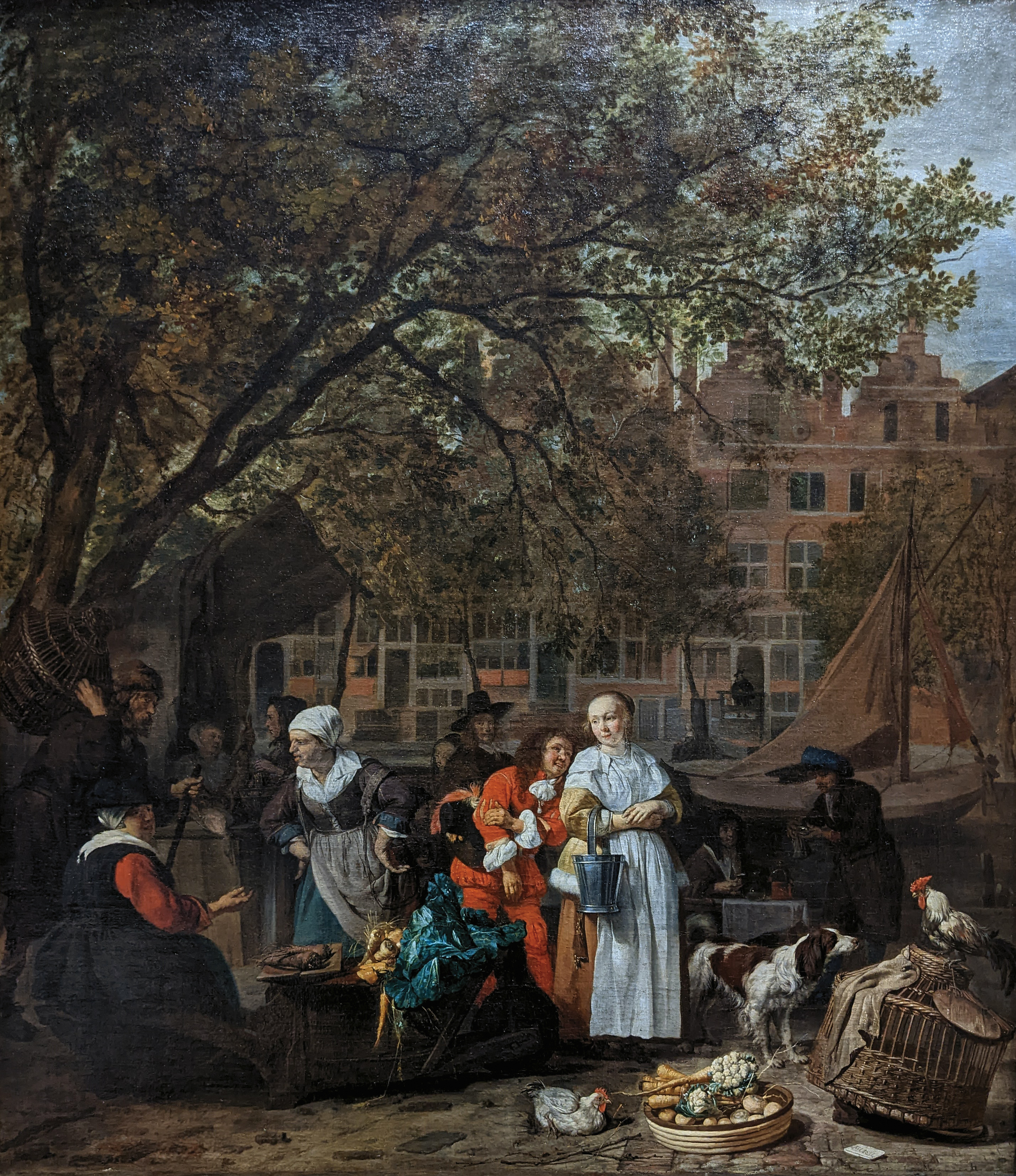
Овощной рынок в Амстердаме. Между 1660 и 1661. Холст, масло. Лувр, Париж
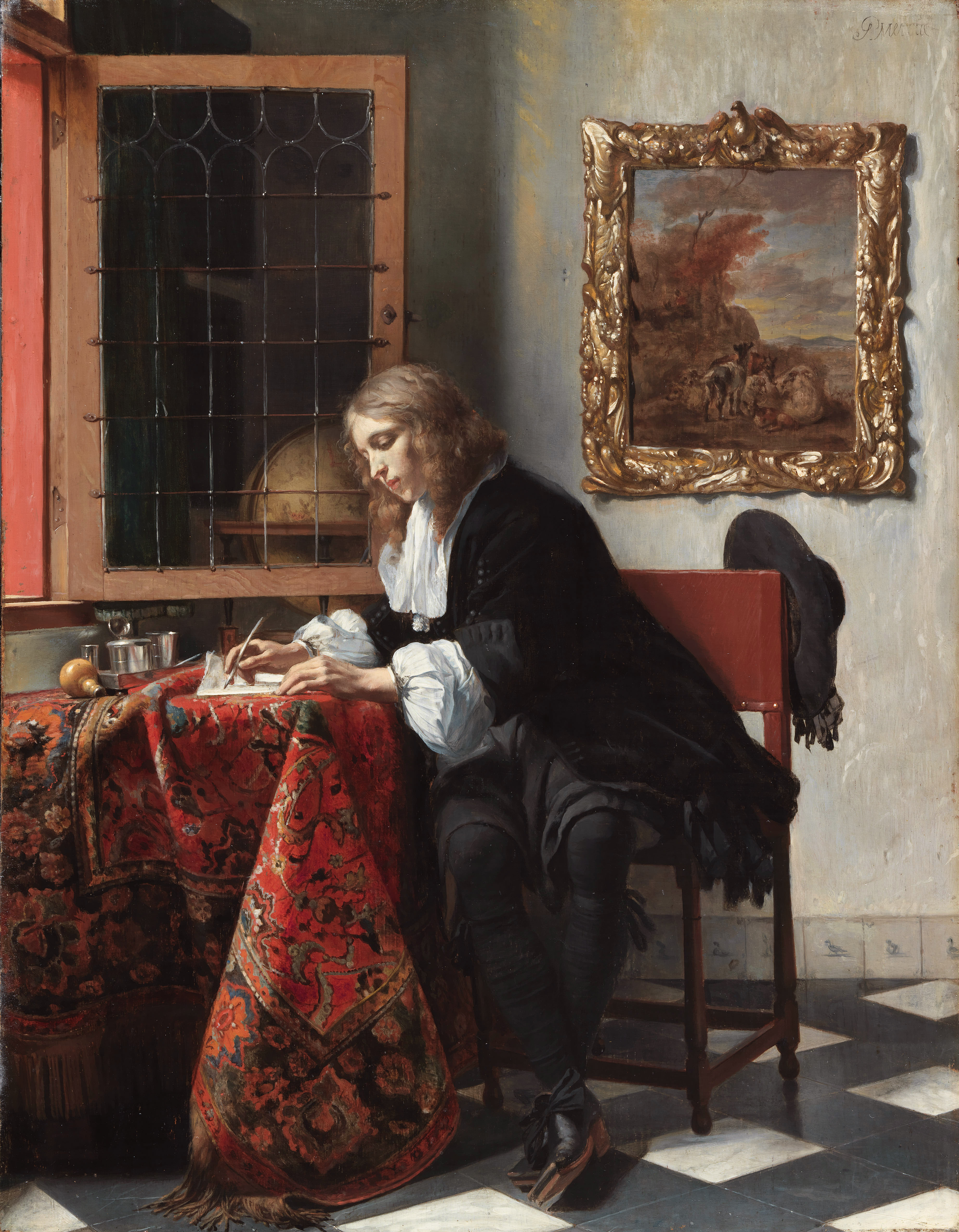
Молодой человек, пишущий письмо у открытого окна. 1665. Дерево, масло. Национальная галерея Ирландии, Дублин
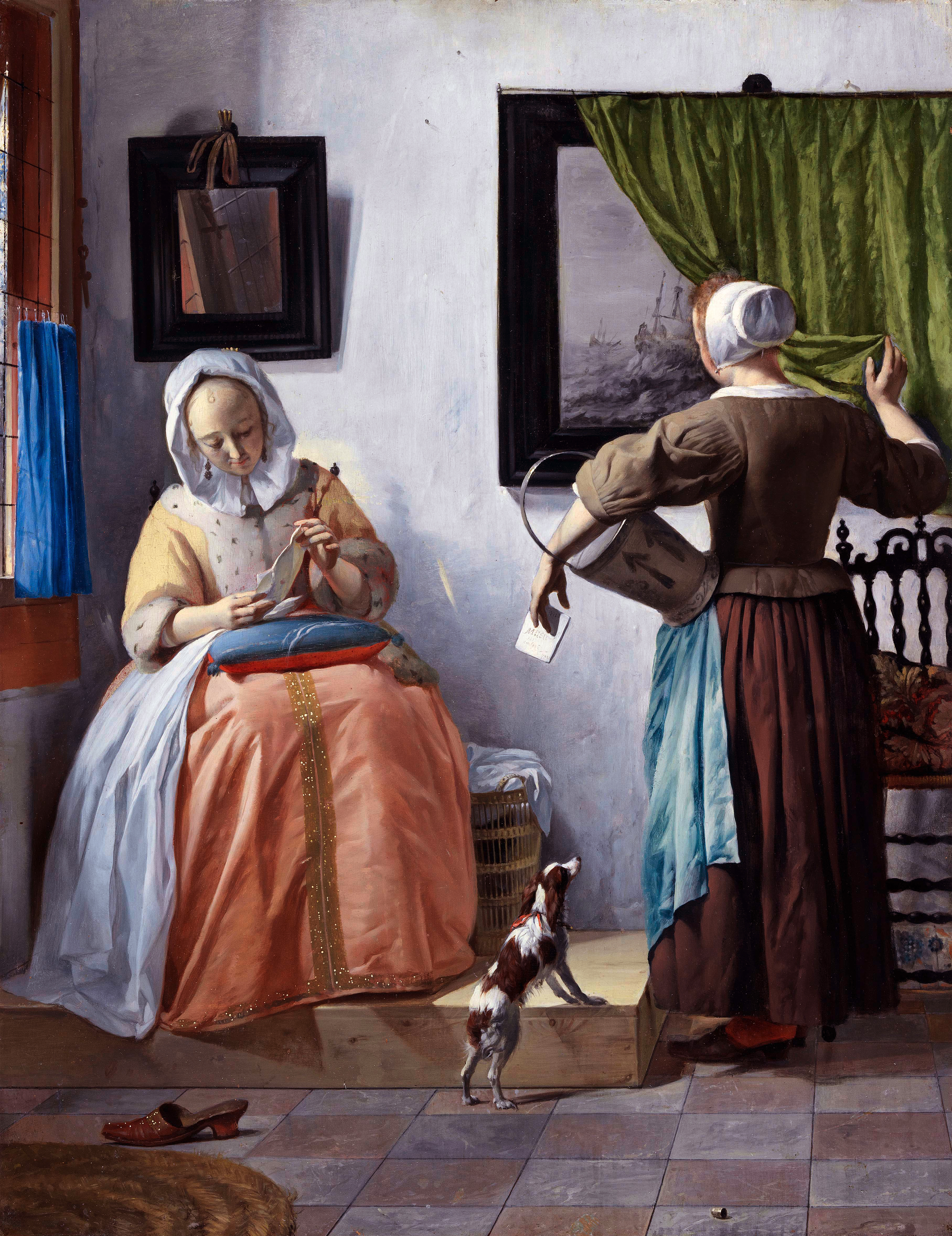
Женщина, читающая письмо. 1665. Дерево, масло. Национальная галерея Ирландии, Дублин
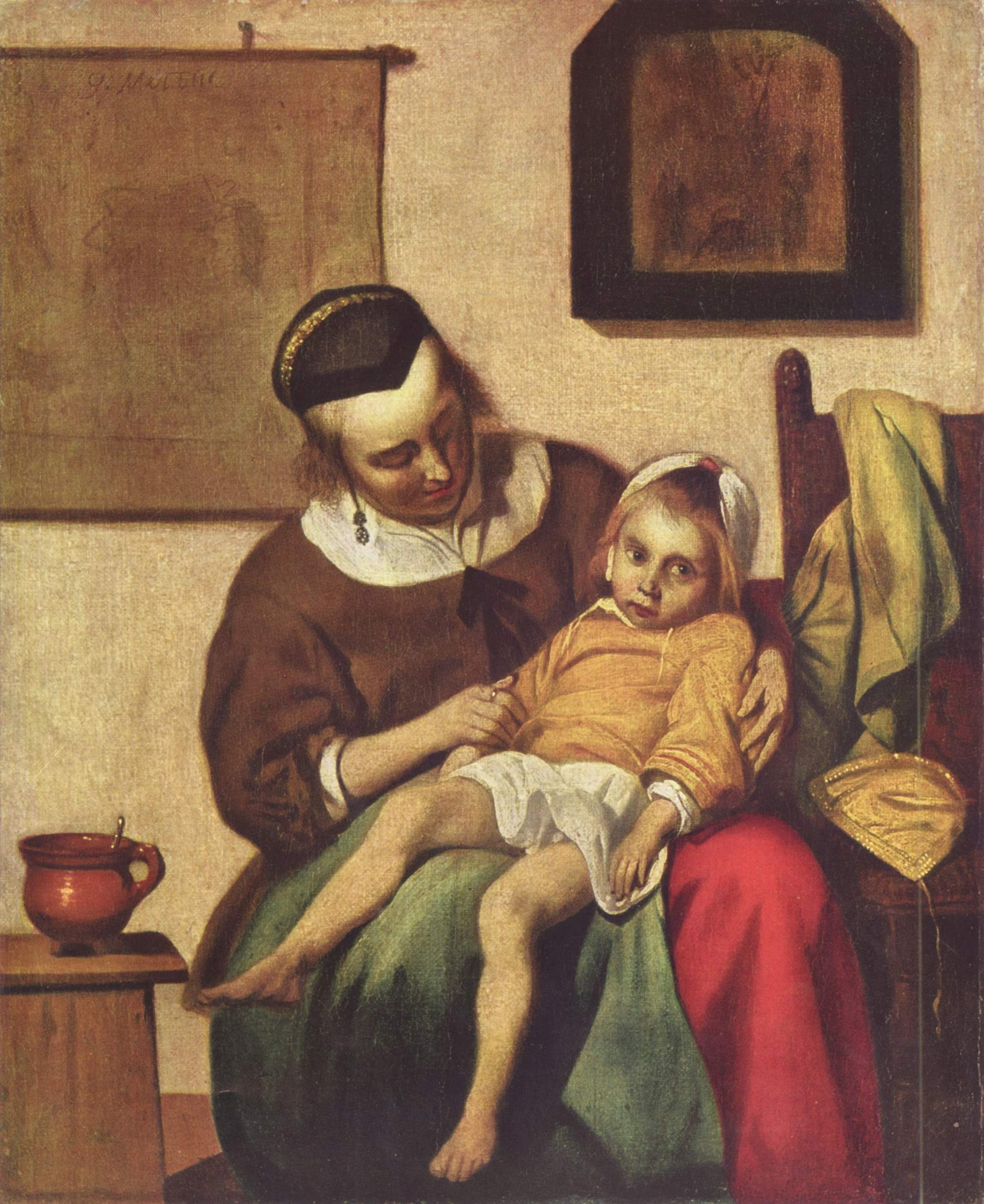
Больной ребёнок. 1660. Холст, масло. Рейксмюсеум, Амстердам
Злоумышленник. Ок. 1660. Дерево, масло. Национальная коллекция искусства, Вашингтон
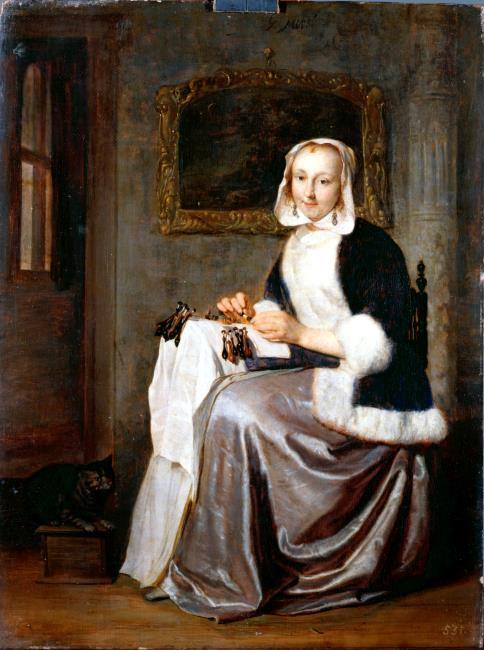
Кружевница. 1661. Дерево, масло. Галерея старых мастеров, Дрезден
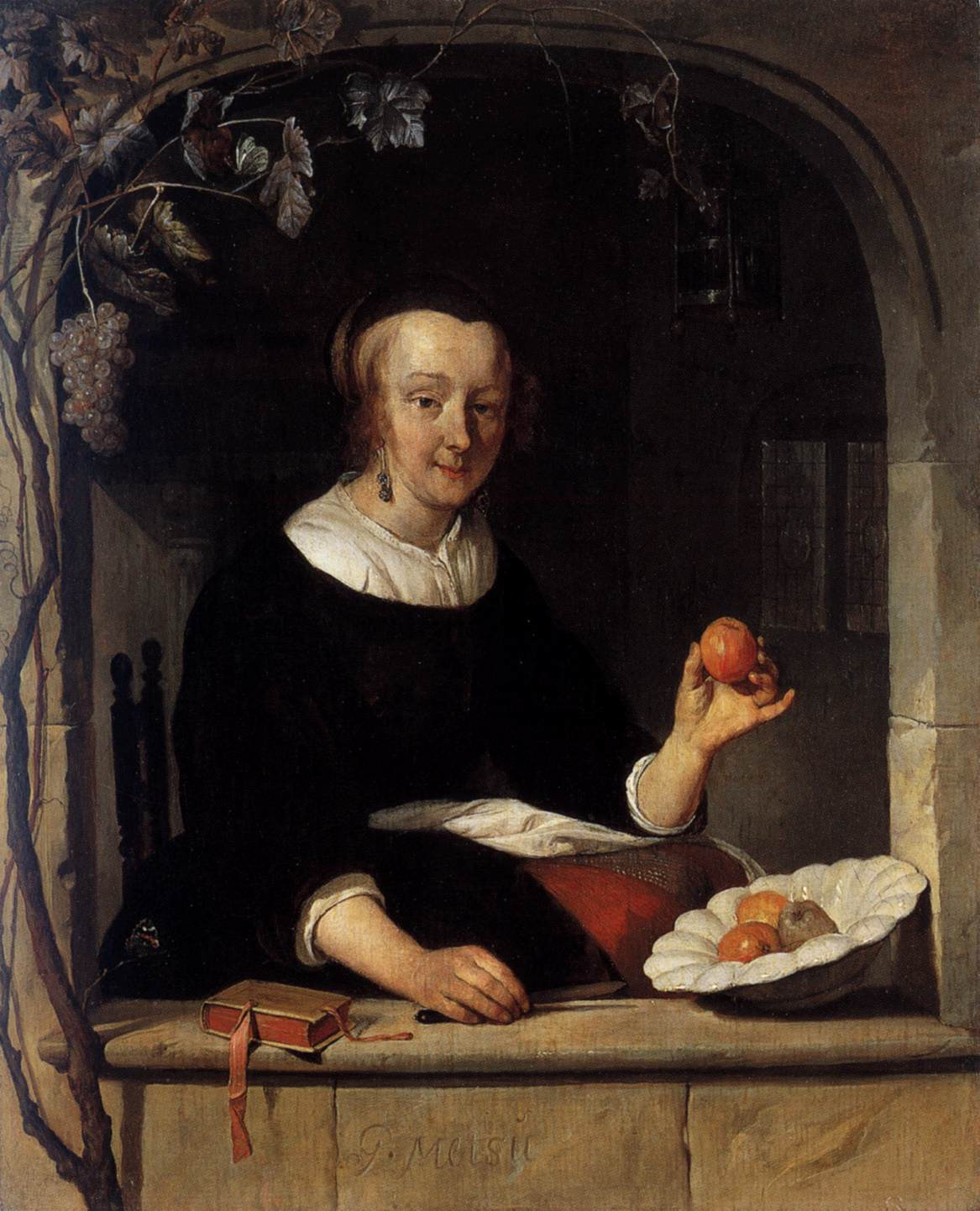
Дама у окна. 1661. Дерево, масло. Метрополитен-музей, Нью-Йорк
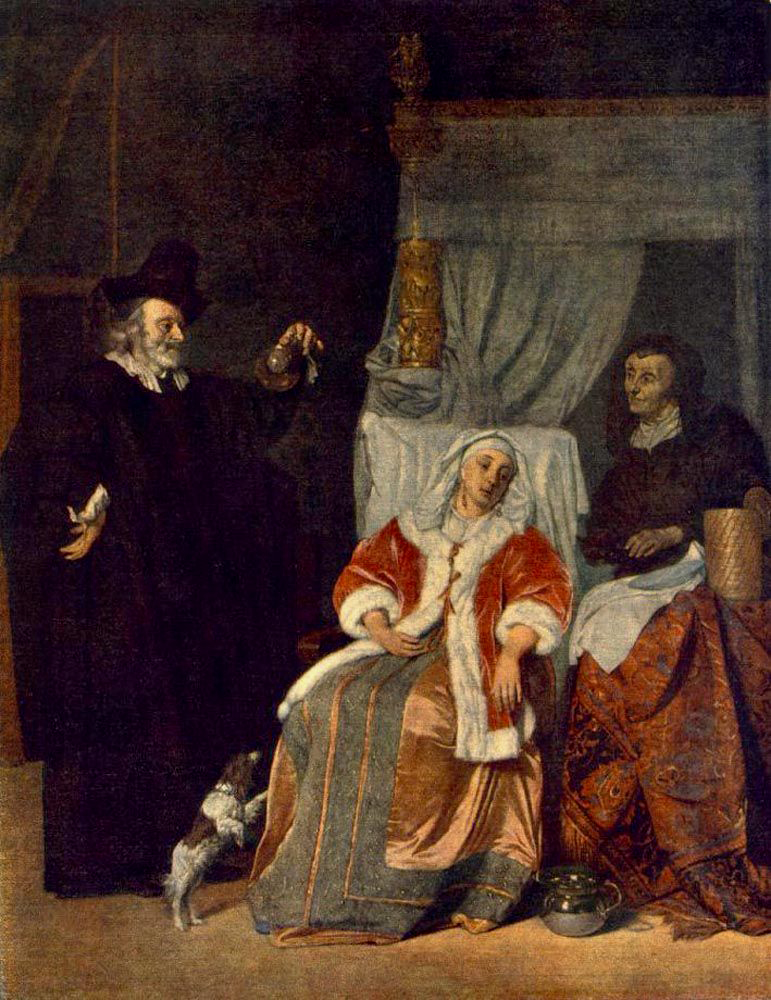
Визит врача. Ок. 1660. Холст, масло. Государственный Эрмитаж, Санкт-Петербург
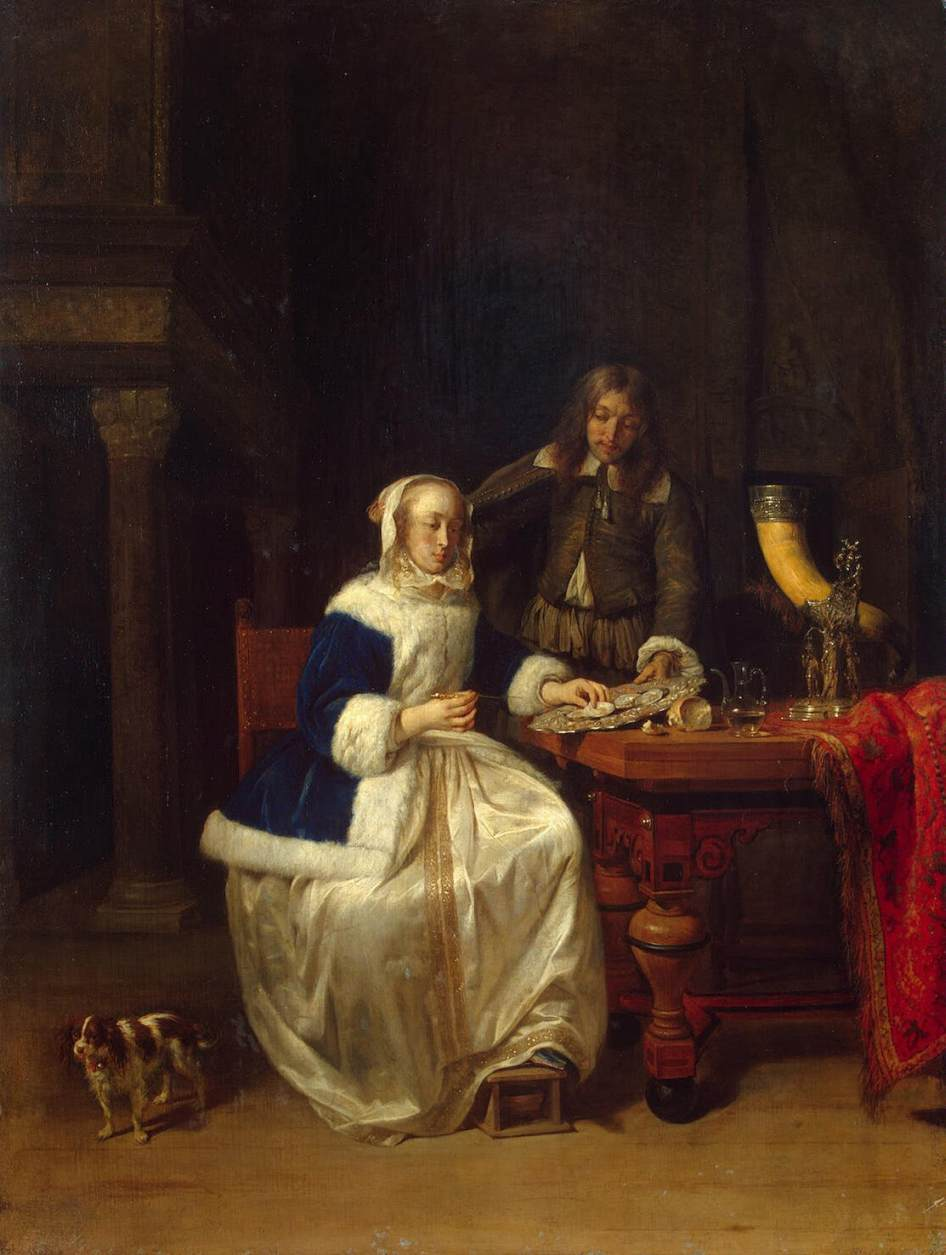
Завтрак. 1660. Дерево, масло. Государственный Эрмитаж, Санкт-Петербург